# Tetralobus insularis
Tetralobus (Tetralobus) insularis – gatunek chrząszcza z rodziny sprężykowatych i podrodziny Tetralobinae.

## Występowanie
Gatunek jest endemitem Madagaskaru.